# Jüngstes Gericht

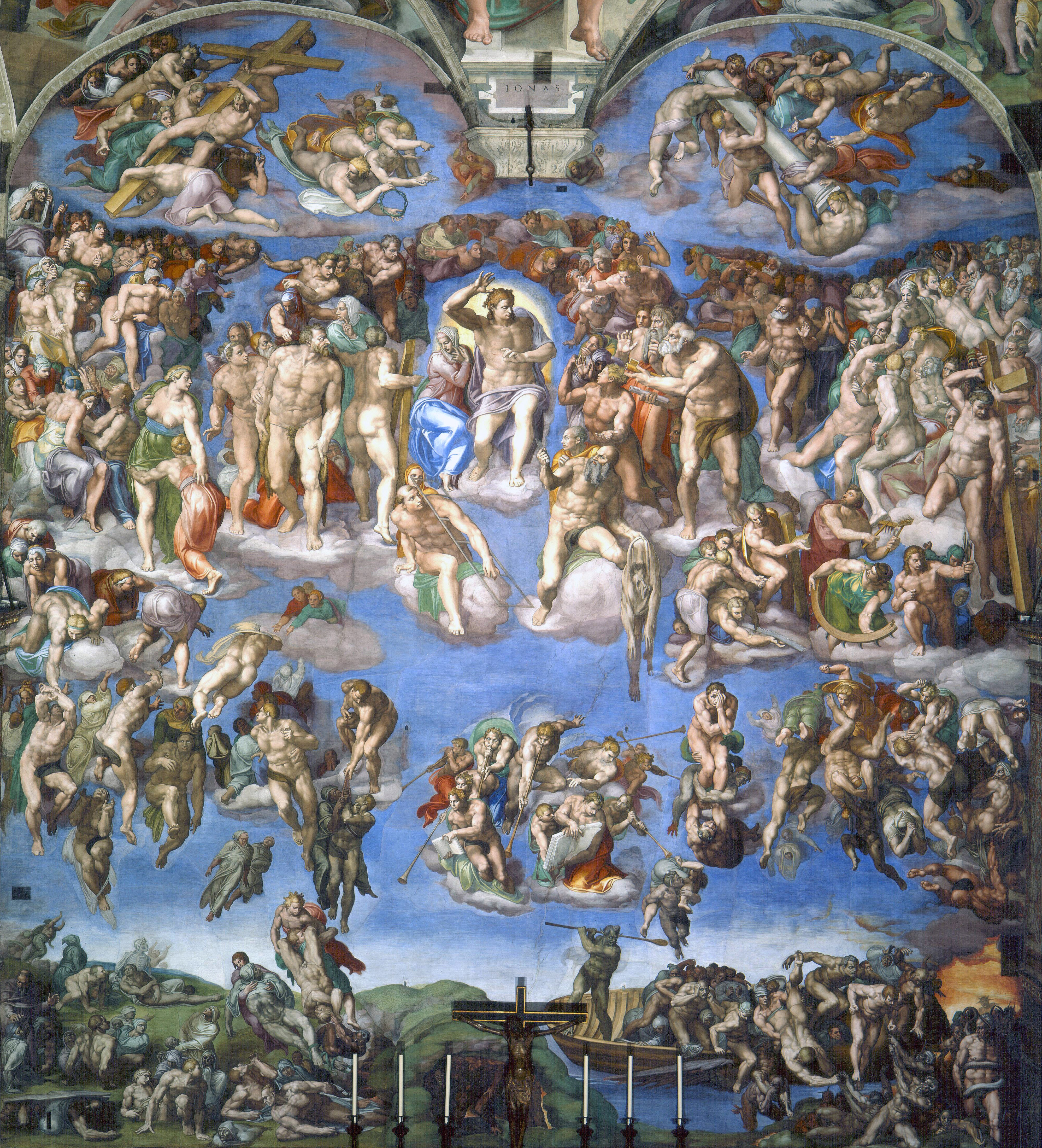
Michelangelo: Das Jüngste Gericht (um 1540), nach der Restaurierung 1980–95

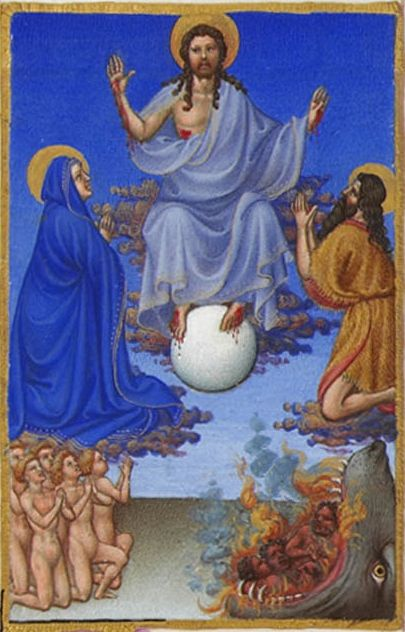
Gebrüder Limburg: Das Jüngste Gericht, Illustration aus den Très Riches Heures, (um 1410)

Das Jüngste Gericht (auch Endgericht, Apokalypse, Jüngster Tag, Letztes Gericht; hebräisch: יום הדין; arabisch: یوم القيامة, ’Yawm al-Qiyāmah’ oder der یوم الدین, ’Yawm ad-Dīn’) ist die antike bzw. alttestamentliche endzeitliche Vorstellung der abrahamitischen Religionen von einem das Weltgeschehen abschließenden göttlichen Gericht. Es ist als Gericht aller Lebenden und Toten eng mit der Idee der Auferstehung verknüpft und muss vom individuellen Partikulargericht über die einzelne Seele unterschieden werden.

## Geschichte
Die Idee des Gottesgerichts dürfte ihren Ursprung im Zoroastrismus, im babylonischen Gottkönigtum und altägyptischen Jenseitsvorstellungen haben. Als Vorläufer monotheistischer Eschatologien behauptet schon der Zoroastrismus ein Totengericht und den endgeschichtlichen Entscheidungskampf zwischen Gut und Böse als Weltgericht. Der Gottkönig Babylons bewahrt als oberster Richter diesseitig die kosmische Ordnung; das Alte Ägypten kennt die Vorstellung von den jenseitigen, individuellen Totengerichten in den Pyramidentexten, Jenseitsbüchern und im Totenbuch.
Das Judentum vereinigt die kosmologische mit der zeitlichen Vorstellung im Gedanken eines endzeitlichen Weltgerichtes und anschließender messianischer Herrschaft (Jes 2,4 , Ez 7 , Dan 7,10 ). Der Tanach kennt einen „Tag des Herrn“ bzw. einen „Tag des Gerichts“ als prophetischen Topos, welchen das Neue Testament übernimmt. Nach Jürgen Moltmann „theologisiert“ die jüdische Vorstellung die Gerechtigkeitsidee: Der göttliche Richter ist jenseits des Kosmos und nicht dessen integraler Bestandteil wie in Babylon.
Das Neue Testament überhöht diese Vorstellung als Anmahnung des nahenden Gerichtes über alle Lebenden und Toten. Es entscheidet über Himmel und ewige Verdammnis und ist notwendiges Moment der endgültigen und vollständigen Errichtung des Reiches Gottes. Die Gläubigen dürfen sich nach dieser Vorstellung auf den Tag des Gerichts freuen im Wissen, dass ihre Erlösung naht (Lk 21,28 ), da der wiederkommende Christus die Strafe am Kreuz bereits getragen hat (Mt 8,17 ). Dieser Gedanke scheint auch in den Gerichtszeichen auf, die während der Passion Christi gesehen worden sein sollen. Die bildreiche Darstellung des Gerichts in der Apokalypse des Johannes beschließt das Neue Testament.
Der Glaube an das Jüngste Gericht als Ende der Geschichte und Heimkehr zu Allah ist im Anschluss an die biblischen Vorstellungen ein zentrales Thema des im 7. Jahrhundert n. Chr. entstandenen Korans und Kernbestandteil des islamischen Bekenntnisses; wer das Gottesgericht in diesem Leben leugnet, verfällt als Ungläubiger in ewiger Verdammnis der Strafe des „Herrscher(s) am Tag des Gerichts“.
Die Vorstellung vom Jüngsten Gericht spielte im mittelalterlichen Europa eine große Rolle. Da zu dieser Zeit die Menschen ständig in dem Glauben waren, es stehe als konkretes, historisches Ereignis kurz bevor, bemühten sie sich ihr Bestes zu tun, um Gott ihren Glauben zu zeigen und so in den Himmel zu gelangen.

## Das Jüngste Gericht im Neuen Testament

### Endzeitreden im Neuen Testament
In zeitgenössischer Umgebung bzw. Nachfolge Johannes des Täufers sind alle überlieferten Reden Jesu in den historischen Kontext der endzeitlichen Erwartung und des anstehenden Gerichts eingebettet.
Matthäus berichtet in seinem Evangelium über das Jüngste Gericht (Weltgericht). Jesus trennt hier als Richter die Gerechten von den Ungerechten: „Was ihr für einen meiner geringsten Brüder getan habt, das habt ihr mir getan.“ Zu den Ungerechten sagt er jedoch: „Weg von mir, ihr Verfluchten, in das ewige Feuer, das für den Teufel und seine Engel bestimmt ist!“ und schließt: „Und sie werden weggehen und die ewige Strafe erhalten, die Gerechten aber das ewige Leben.“ (vgl. Mt 25,31–46 )

### Johannesapokalypse

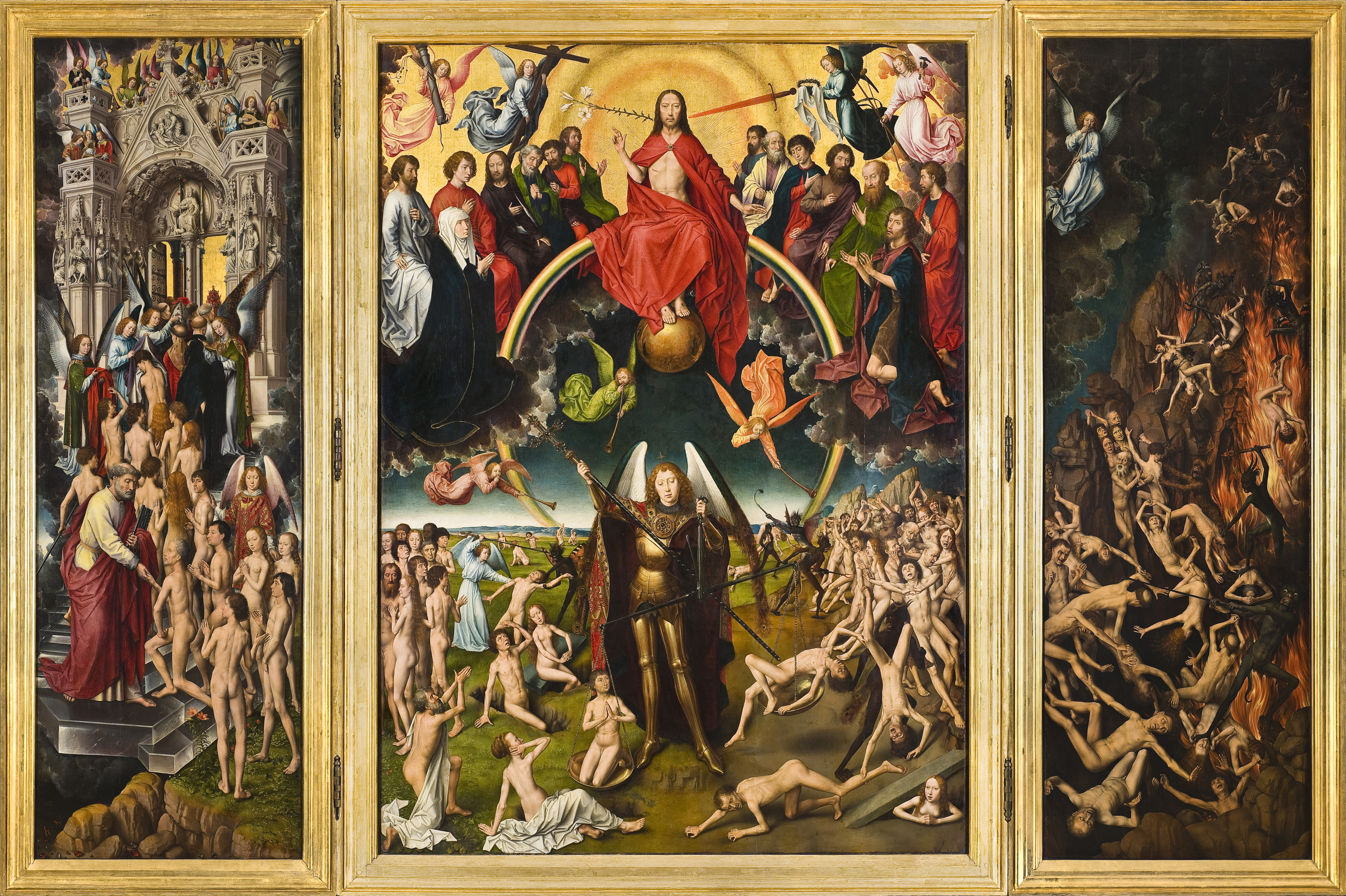
Hans Memling: Das Jüngste Gericht (um 1470)

Die Offenbarung des Johannes entwirft in Bezug auf die alttestamentliche Überlieferung, insbesondere des Buchs Daniel, in visionären Bildern eine christliche Eschatologie. Das Jüngste Gericht steht am Ende der tausendjährigen Herrschaft des Messias, die mit seiner ersten Wiederkunft, der ersten Parusie, beginnt. In einer „ersten Auferstehung“ (Offb 20,5 ) gelangen zuerst die Märtyrer zur Herrschaft. In diesem tausendjährigen Reich (vgl. Millenarismus, Chiliasmus) ist der Satan gefangengesetzt. Es endet mit der zweiten Wiederkunft, der Freilassung Satans und seiner ewigen Verdammnis nach dem endgültigen Sieg über ihn und seine Heerscharen in einem letzten Kampf. (Offb 20,7–10 )
Der Kampf zwischen den Streitern des Guten (Engel) und dem Teufel oder Satan ist hierbei bereits Teil des Jüngsten Gerichts, das durch die zweite Wiederkunft Christi als des Richters über alle Toten und die Überwindung und Vernichtung des Todes selbst abgeschlossen wird: „Sie wurden gerichtet, jeder nach seinen Werken.“ (Offb 20,13 ) Auf das Jüngste Gericht folgt der „neue Himmel“ und die „neue Erde“, das „Neue Jerusalem“ (Offb 21,1 ) als abschließende Erfüllung aller Verheißung vom Reich Gottes.

## Christliche Ikonographie

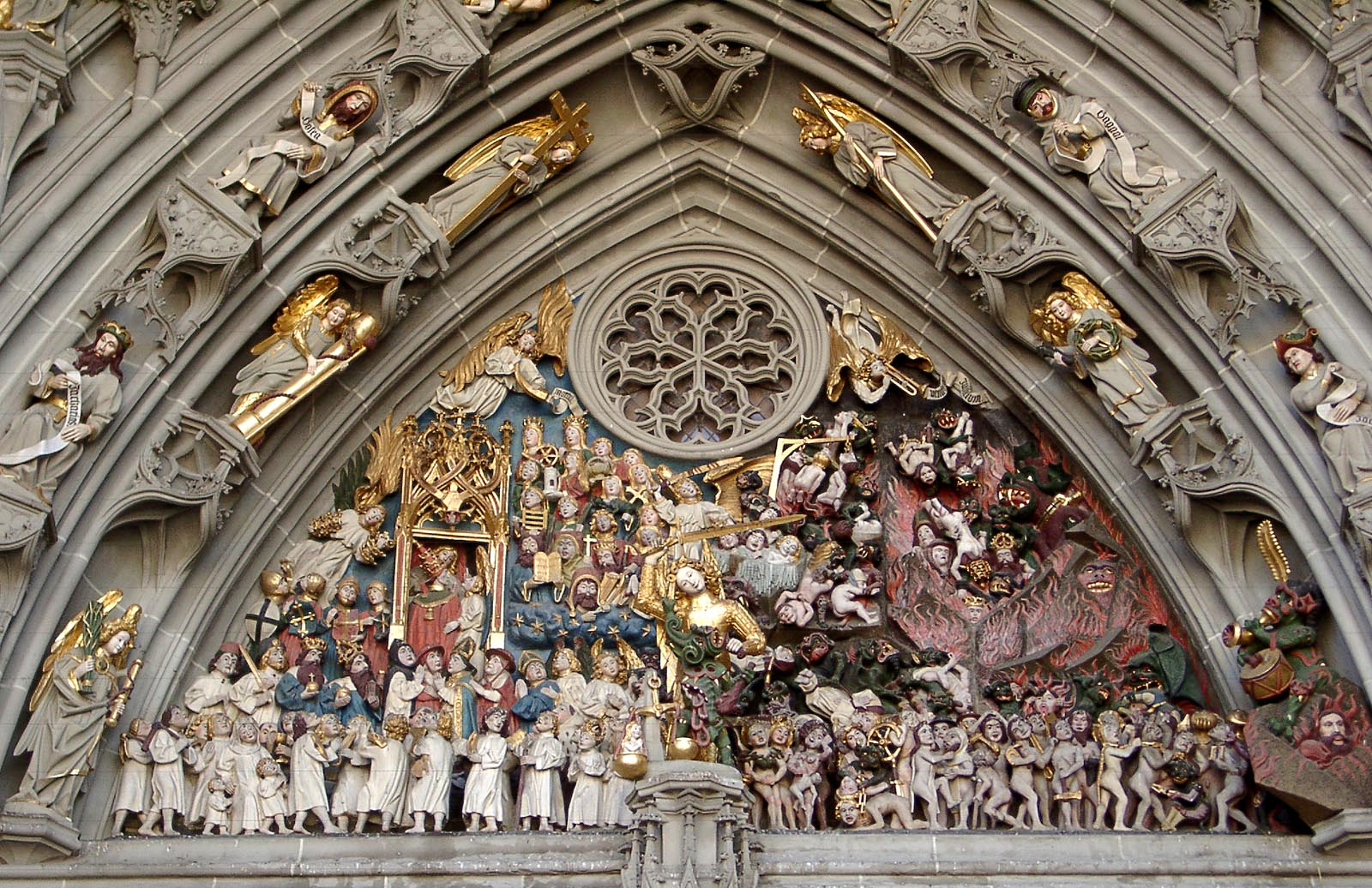
Hauptportal des Berner Münsters, spätgotisch

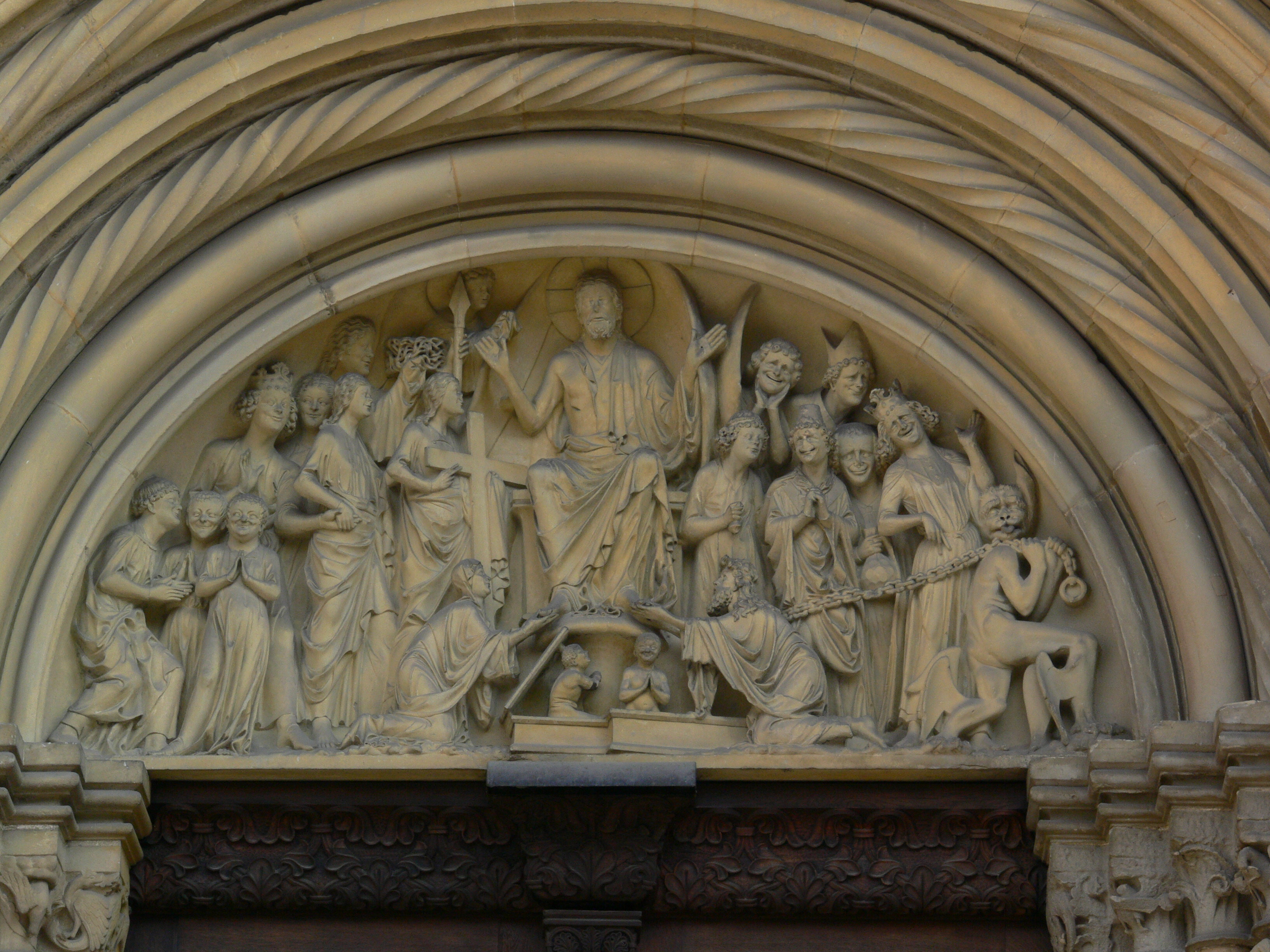
Fürstenportal des Bamberger Doms

Entsprechend der Bedeutung des Jüngsten Gerichts im Mittelalter findet man in der christlichen Ikonographie zahlreiche Darstellungen von der Romanik bis in die Renaissance, vor allem aber in der Gotik.

### Bildkomposition
Das Bildprogramm folgt dabei einem typischen Muster: Meist befindet sich oben mittig der thronende Christus als Pantokrator (Allherrscher) und Salvator Mundi (Erlöser der Welt, Heiland), flankiert von den Aposteln als Beisitzern des Gerichtes oder auch weiteren Heiligen. Christus segnet mit seiner Rechten, mit seiner Linken hält er entweder das Buch des Lebens oder er weist die Verdammten zurück. Seit dem Hochmittelalter ist Christus durch die Wundmale als der Gekreuzigte gekennzeichnet, manchmal hebt er beide Hände, um seine Wundmale zu zeigen. Vom Gesicht Christi kann das Schwert des Gerichtes ausgehen (gemäß Offenbarung 1,16  und 2,16 ), welches in spätmittelalterlichen Darstellungen durch die Lilie der Gnade auf der anderen Seite ergänzt wird.
Links neben Christus kniet Maria als Fürbitterin für die Menschheit, rechts Johannes der Täufer (in byzantinischen Darstellungen, seltener in Werken der katholischen Kirche) oder Johannes der Evangelist. Maria und Johannes bilden mit Christus die sogenannte Deesis. Weiterhin sind Engel zu sehen, meist neben oder oberhalb von Christus. Einige halten die Leidenswerkzeuge, also Kreuz, Geißel, Geißelsäule etc. Weitere Engel blasen die Posaunen des Gerichtes (Mt 24,31 ), die die Toten aus den Gräbern rufen.
Stets werden (vom Betrachter gesehen) links die Seligen dargestellt, die in den Himmel auffahren, und rechts die Verdammten, die zur Hölle hinabstürzen. Diese Darstellung entspricht der Ankündigung des Weltgerichts im Matthäusevangelium: „Er wird die Schafe zu seiner Rechten versammeln, die Böcke aber zur Linken“ (Mt 25,33 ). Dieselbe Anordnung findet man auch bei Kreuzigungsbildern, wo der gute Schächer zur Rechten Christi, der unbußfertige zu seiner Linken dargestellt ist. Oft ist auch der Erzengel Michael mit Seelenwaage und Schwert dargestellt.
Ein anderer Bildtypus des Jüngsten Gerichts zeigt den thronenden Christus als Maiestas Domini umgeben von den vier Evangelistensymbolen (Tetramorph) und den 24 Ältesten der Apokalypse (4,1–4 ); er ist in romanischen Portaltympana und Apsisfresken weit verbreitet.

### Werke

Rogier van der Weyden: Das Jüngste Gericht (um 1450), Beaune, Hôtel-Dieu

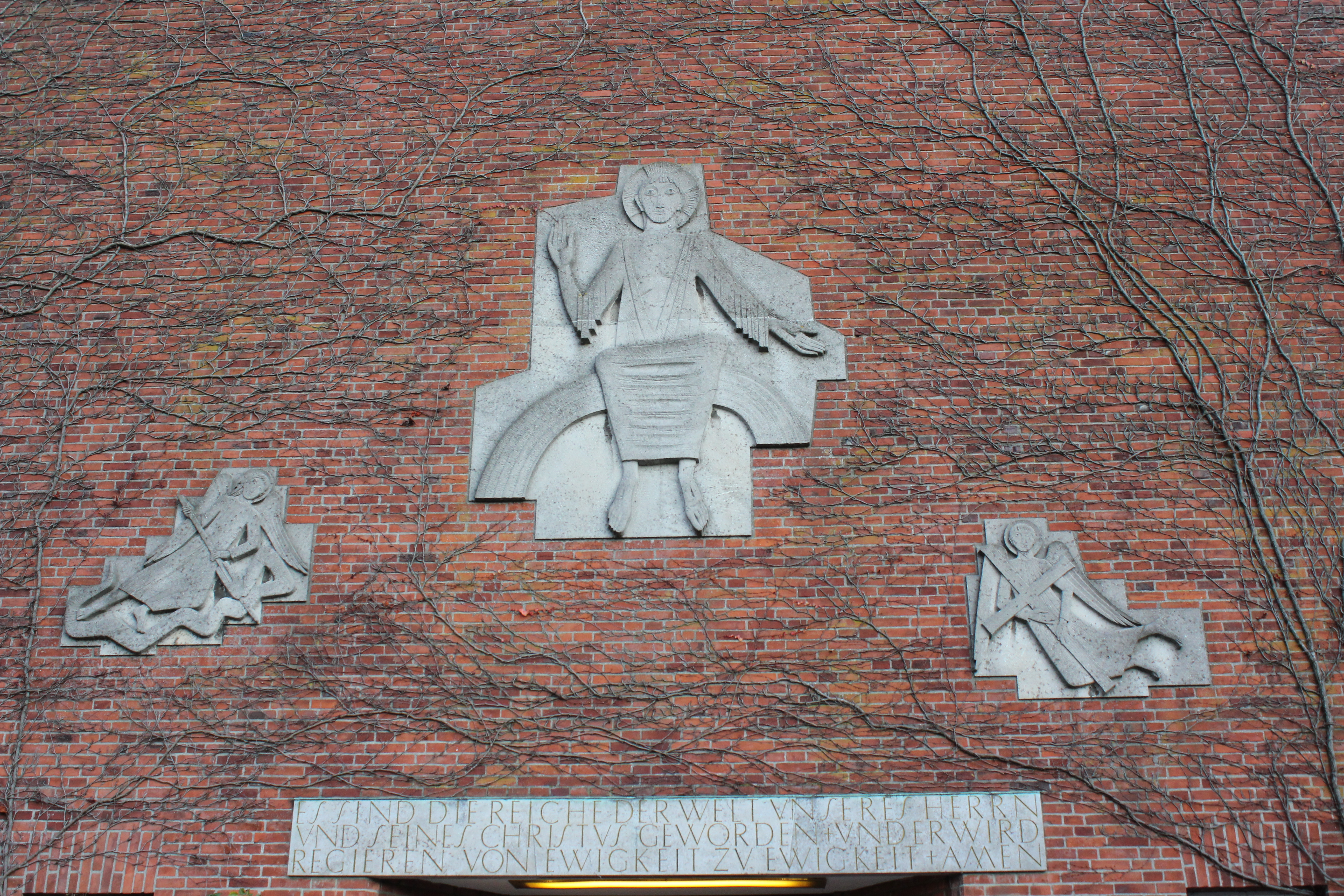
Ursula Querner: Christus als Weltenrichter über dem Portal der Christuskirche Flensburg-Mürwik (1958)

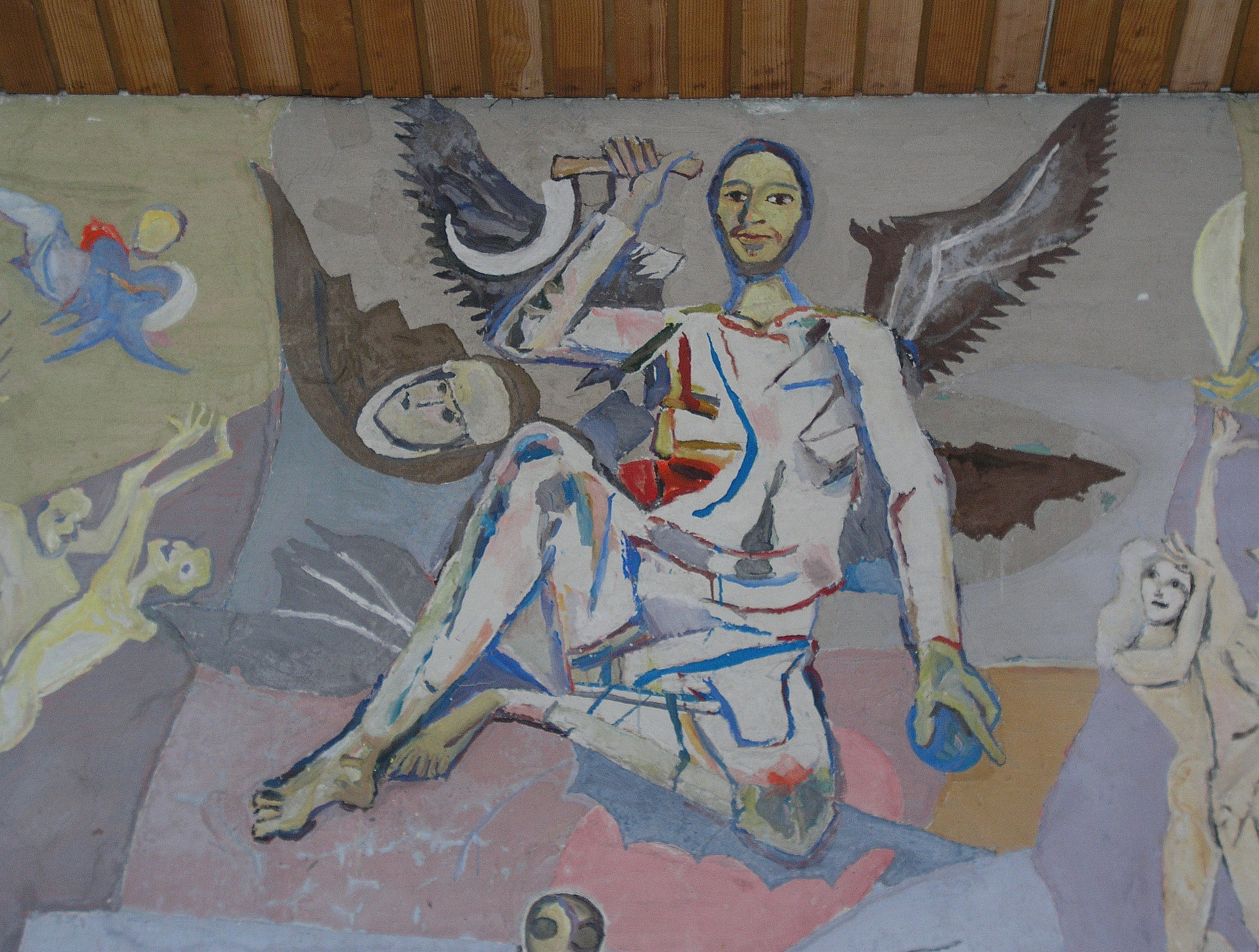
Herbert Boeckl: Fresko „Weltenrichter“ aus der „Seckauer Apokalypse“ (1952–1960), Basilika Seckau, Engelkapelle

Das Weltgericht von Müstair im Benediktinerinnenkloster St. Johann in Müstair im Kanton Graubünden ist die älteste bekannte Darstellung des Jüngsten Gerichts. Die Bilder stammen aus dem Frühmittelalter und entstanden um das Jahr 800.
Die Anfänge des Weltgerichtsbildes liegen in der ottonischen Buchmalerei der Zeit um das Jahr 1000. In der Romanik wird das Weltgericht zum Hauptthema in den Portaltympana. Zu den bekannten Darstellungen zählen die Tympana von Moissac, Conques und Autun. In der Gotik sind die Portale der Kathedralen von Chartres (Südquerhaus), Amiens und Paris zu nennen. In Deutschland ist das Hauptportal des Freiburger Münsters ein Beispiel. In Italien ist das Weltgericht oft an der inneren Westwand der Kirche angebracht, so in Torcello als Mosaik oder in der Arenakapelle in Padua, gemalt von Giotto. Die spätgotische Tafelmalerei nimmt das Thema ebenfalls auf. Das Hauptwerk aus dieser Zeit ist das Jüngste Gericht, das der flämische Maler Rogier van der Weyden für die Hospices de Beaune in Burgund gestaltete. Zu der Nachfolge zählen Schongauers Jüngstes Gericht (1489) im Breisacher Stephansmünster und der Danziger Altar von Hans Memling, der eigentlich für die Medici bestimmt war.
Das wohl berühmteste Bild des Jüngsten Gerichts stammt von Michelangelo (1536–1541) und befindet sich an der Westwand der Sixtinischen Kapelle im Vatikan. Mit diesem Bild endet die Blütezeit der Weltgerichtsdarstellungen, wenngleich es auch barocke Weltgerichtsbilder gibt wie Das Große Jüngste Gericht, ein Ölgemälde aus der Werkstatt von Peter Paul Rubens, und einige wenige Beispiele aus der Moderne, wie Max Beckmanns Auferstehung von 1916/18 in der Staatsgalerie Stuttgart.
Das Jüngste Gericht/Komposition V ist der Titel eines abstrakten Gemäldes, das Wassily Kandinsky 1911 malte.
Die von 1952 bis 1960 von Herbert Boeckl geschaffene „Seckauer Apokalypse“ in der Engelkapelle der Basilika Seckau zählt mit ihren Darstellungen aus der Offenbarung des Johannes zu den bedeutendsten Werken sakraler Kunst in Österreich nach 1945. Der Freskenzyklus gilt als der umfangreichste innerhalb der Monumentalmalerei der Moderne.

## Musik
In der Musik ist das Jüngste Gericht Thema und Titel einer Dietrich Buxtehude zugeschriebenen Abendmusik (siehe: Buxtehude-Werke-Verzeichnis) sowie eines Oratoriums von Georg Philipp Telemann (Tag des Gerichts) und von Louis Spohr. Eine abendfüllende, großangelegte Vertonung der Offenbarung des Johannes ist das Oratorium Das Buch mit sieben Siegeln von Franz Schmidt (1874–1939, Uraufführung des Werkes 1938 in Wien). Der französische Organist und Komponist Jean Langlais schrieb 1973 einen Orgelzyklus mit fünf Meditationen über die Apokalypse (Cinq Méditations sur l’Apocalypse).
Dies irae („Tag des Zorns“) ist der Anfang eines mittelalterlichen Hymnus über das Jüngste Gericht, der als Sequenz Teil des gregorianischen Requiems ist. In der abendländischen Musikgeschichte gibt es eine Vielzahl von Vertonungen des Dies irae sowie Musikzitate der gregorianischen Melodie über die Klassik bis zur Popmusik.
In der Gospelmusik wird das Motiv u. a. in dem bekannten Lied When the Saints Go Marching In aufgegriffen.